# Марія Тереза Савойська (1803—1879)
Марія Тереза Савойська (італ. Maria Teresa di Savoia), повне ім'я Марія Тереза Фелічіта Фердинанда Гаетана Пія Савойська (італ. Maria Teresa Felicita Ferdinanda Gaetana Pia di Savoia), 19 вересня 1803 — 16 липня 1879) — сардинська принцеса з Савойського дому, донька короля Сардинії Віктора Емануїла I та австрійської ерцгерцогині Марії Терези, дружина герцога Лукки, Парми та П'яченци Карла II.

## Біографія
Разом зі своєю сестрою-близнючкою Марією Анною народилась 19 вересня 1803 року у палаццо Колонна у Римі. Дівчатка були п'ятою та шостою дитиною в родині короля Сардинії Віктора Емануїла та його дружини Марії Терези Австрійської-Есте. В Римі королівська родина знайшла притулок від французької армії.
Новонароджених охрестив Папа Римський Пій VII. Мали старшу сестру Марію Беатріче. Їнші діти померли до їхнього народження. За кілька років у них з'явилася молодша сестра — Марія Крістіна.
У лютому 1806 року сімейство оселилося у Королівському палаці Кальярі. Тут Марія Тереза отримала домашню освіту під наглядом гувернантки Джованни Батісти Терці. Зростала дуже релігійною дівчинкою, а після одужання від важкої хвороби навіть замислила стати черницею. Втім, не здійснила задум через страх перед реакцією матері. Глибокі емоції у неї викликало перше причастя.

У серпні 1815 року родина відпливла до Генуї, звідки вирушила до Турину, приєднавшись до голови сімейства. У 1819 році було оголошено про заручини Марії Терези із принцом Лукки, якому вона призначалася у дружини з дитинства.

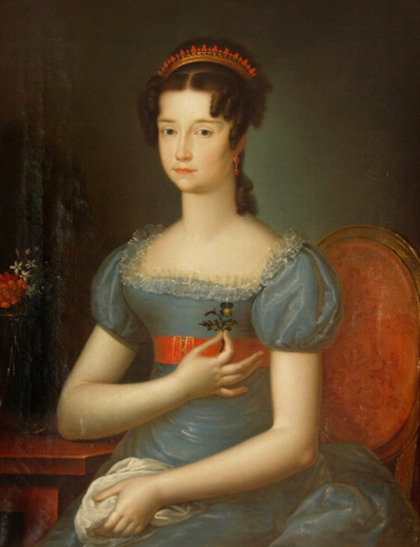
Портрет пензля Луїджі Бернеро, близько 1817 року

У 16 років взяла шлюб за домовленістю із 20-річним принцом Лукки Карлом. Весілля відбулося 17 серпня 1820 в Турині. Нареченого представляв герцог Генуезький Карл Фелікс. Невдовзі Марія Тереза зустрілася з чоловіком у В'яреджо, а 7 вересня вони прибули до Лукки. У подружжя народилося двоє дітей.
У березні 1824 року Карл став правлячим герцогом Лукки, а Марія Тереза — герцогинею-консортом. Шлюб не був щасливим. Марія Тереза була глибоко релігійною та віруючою жінкою, тоді як Карл віддавав перевагу життю, сповненому задоволень, часто здійснював закордонні поїздки у збиток державним справам. Спочатку жінка супроводжувала чоловіка, однак згодом численні подорожи стали негативно впливати на її нервовий стан. Зрештою, Марія Тереза оселилася на віллі в Пьяноро, а у 1838 році — переїхала на віллу в Сан-Мартіно-ін-Віньяле. Більшу частину життя подружжя провело окремо. 
Під час революційних заворушень у вересні 1847 року Марія Тереза була змушена виїхати до Маси, а згодом — до Генуї, де її зустрів кузен Карл Альберт Савойський, новий король Сардинії. 
17 грудня 1847 роки після смерті колишньої імператриці Марія Луїзи Австрійської, згідно рішення Віденського конгресу, Карл I обміняв герцогство Лукку на герцогство Парми та П'яченци. Марія Тереза після відновлення влади Карла II в 1849 році переїхала спочатку до Маси, потім до Лукки і, нарешті, знову оселилася на віллі в Пьяноро. У березні 1849 року її чоловік зрікся трону на користь сина, який став новим герцогом Парми та П'яченци під іменем Карла III. Марія Тереза надалі носила титул графині Віллафранка.
Вела досить замкнутий спосіб життя й зустрічалася лише зі своїм сповідником, якому у 1855 році передала свої мемуари. У 1857 році мала таємну аудієнцію з Папою Римським у монастирі домініканців у Луцці, під час його відвідин міста. В останні роки життя страждала від прогресуючого атеросклеру судин головного мозку.
Померла 16 липня 1879 року на віллі в Сан-Мартіно-ін-Віньяле. Була похована в одязі світського члена Ордена покаяння святого Домініка у каплиці домініканців на цвинтарі Верано в Римі.

## Нагороди
- Орден Зіркового хреста (Австрійська імперія);
- Орден Королеви Марії Луїзи № 196 (17 липня 1820)[2] (Іспанія).

## Родина
Чоловік — Карл II, герцог Пармський
Діти:
- Луїза (1821—1823) — прожила 2 роки;
- Карл Фердинанд (1823—1854) — був одружений з Марією Терезою д'Артуа, мав четверо дітей.